# Skyfall
Skyfall er den 23. James Bond-film, der er produceret af EON Productions for MGM, Columbia Pictures og Sony Pictures Entertainment. For tredje gang spilles hovedpersonen James Bond af Daniel Craig, og hovedskurken Raoul Silva spilles af Javier Bardem. Filmen er instrueret af Sam Mendes og skrevet af John Logan, Neal Purvis og Robert Wade.
Umiddelbart efter premieren på Quantum of Solace i 2008 udpegedes Mendes til at instruere efterfølgeren, der oprindeligt skulle have haft premiere i 2010. Produktionen blev imidlertid udskudt som følge af økonomiske problemer hos producenten MGM. Projektet genoptoges i december 2010. Optagelserne begyndte i november 2011 og foregik primært i Storbritannien, Kina og Tyrkiet.
Skyfall havde premiere i London den 23. oktober 2012 og den 26. oktober 2012 i resten af Storbritannien og blandt andet Danmark. Skyfall er den første Bond-film, der også vises i IMAX-formatet. Filmens premiere er sammenfaldende med 50-års jubilæet for den første Bond-film Dr. No fra 1962.
Skyfall modtoges positivt af de danske anmeldere, idet blandt andre Berlingske, BT, Jyllands-Posten, Politiken og DR2 vurderede filmen til fem stjerner. Efter 14 dage havde 530.000 danskere set filmen, og efter tre dage havde filmen alene i USA indtjent omkring 515 millioner kr. og gjort filmen til den bedst sælgende Bond-film nogensinde i en åbningsweekend.

## Handling
Efter at en operation i Istanbul går grueligt galt, meldes James Bond (Daniel Craig) savnet og formodet omkommet, og identiteten på alle aktive undercover-agenter hos MI6 lækkes på internettet. Efterfølgende rejses kritik af M's (Judi Dench) evne som chef for Secret Service, og hun bliver genstand for en omfattende undersøgelse af forløbet. Da Secret Service selv angribes, og Bond igen dukker op, giver det M anledning til at opspore og opsøge Raoul Silva (Javier Bardem), der er en berygtet forbryder, der angiveligt er personligt ude efter både Bond og M. Da Bond følger sporet af Silva fra London til det Sydkinesiske Hav, udfordres Bonds loyalitet over for M som følge af hemmeligholdte forhold fra M's fortid.

## Rolleliste
Hovedrollerne offentliggjordes på en pressekonference den 3. november 2011 på Corinthia Hotel i London præcis 50 år efter at det offentliggjordes, at Sean Connery skulle spille James Bond i den første Bond-film, Dr. No.  
- Daniel Craig spiller James Bond – agent 007.
- Javier Bardem spiller skurken Raoul Silva. Bardem afblegede håret som en del af rollen.
- Judi Dench spiller M – chefen for MI6 og Bonds nærmeste overordnede. Det er den 7. Bond-film, at Dench spiller M.
- Ralph Fiennes spiller Mallory – formanden for the Intelligence and Security Committee
- Albert Finney spiller Kincade.
- Naomie Harris spiller Eve Moneypenny– MI6-agent
- Rory Kinnear spiller Bill Tanner – Stabschef hos MI6.
- Bérénice Marlohe spiller Séverine. Ifølge Marlohe fandt hun inspiration i rollen som Séverine gennem Famke Janssens rolle som skurken Xenia Onatopp fra GoldenEye-filmen.
- Helen McCrory spiller Clair Dowar – en britisk politiker.
- Ola Rapace spiller Patrice.
- Ben Whishaw spiller Q.